# Agyar (fog)

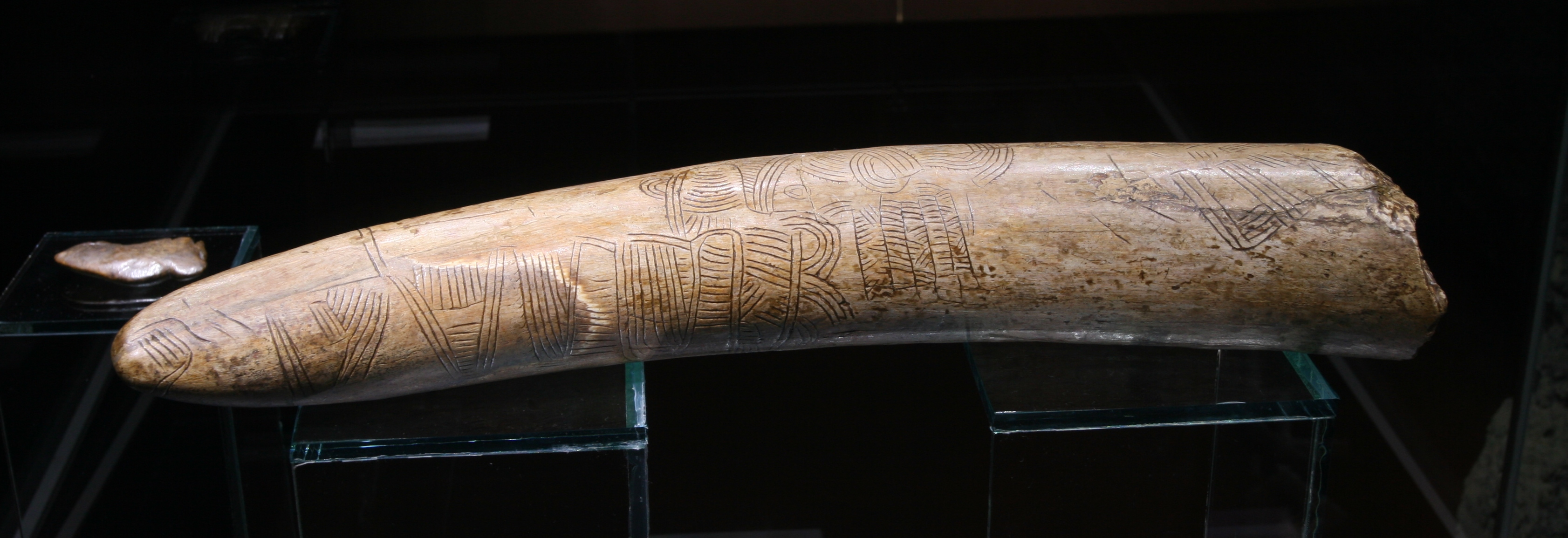
Mamutagyar térképpel díszítve

Az agyar megnyúlt, folytonosan nővő fog, amely általában párban nő, és jól kiér a szájból. Számos emlős rendelkezik ezekkel a képződményekkel. A legtöbb esetben az agyarak igen nagyra nőtt szemfogak; a legismertebb szemfogagyarasok a következők: disznófélék, pekarifélék és a rozmár. Az elefántfélék és a narvál esetében az agyarak megnyúlt metszőfogakból állnak. A legtőbb esetben az agyar görbe és sima felületű, kivéve a narvált, amelynek agyara egyenes és csavarvonalas. Az elefántok agyarai eredetileg a második metszőfogak voltak. Az agyarak folytonos növekedését a foggyökérben levő alkotó szövet biztosítja.

## Használata
Az agyaraknak az állatoktól függően, számos feladata lehet. A legfőbb szerepük a hímek közti vetélkedésben van, ez jellemző majdnem az összes agyarral rendelkező fajra. Az agyar az ragadozókkal szemben is hasznos. Az elefántok agyaraik segítségével képesek gödröket ásni, hogy az ásványokhoz és vízhez jussanak. A rozmárok a jégre kapaszkodnak velük. Mivel a narválnál csak a hímnek van agyara, az agyar másodlagos nemi jellemző.
Az agyarat az emberi használatban elefántcsontnak nevezzünk. Az elefántcsontból az ember dísztárgyakat, ékszereket és zongorabillentyűket készít. Emiatt az agyaras állatokat a kihalás szélére sodorták. A Washingtoni Egyezmény, vagy más néven CITES (Convention on International Trade in Endangered Species of Wild Fauna and Flora – Egyezmény a veszélyeztetett vadon élő állat- és növényfajok nemzetközi kereskedelméről) szigorúan visszaszorította az agyarral való kereskedelmet.

## Különböző agyarak

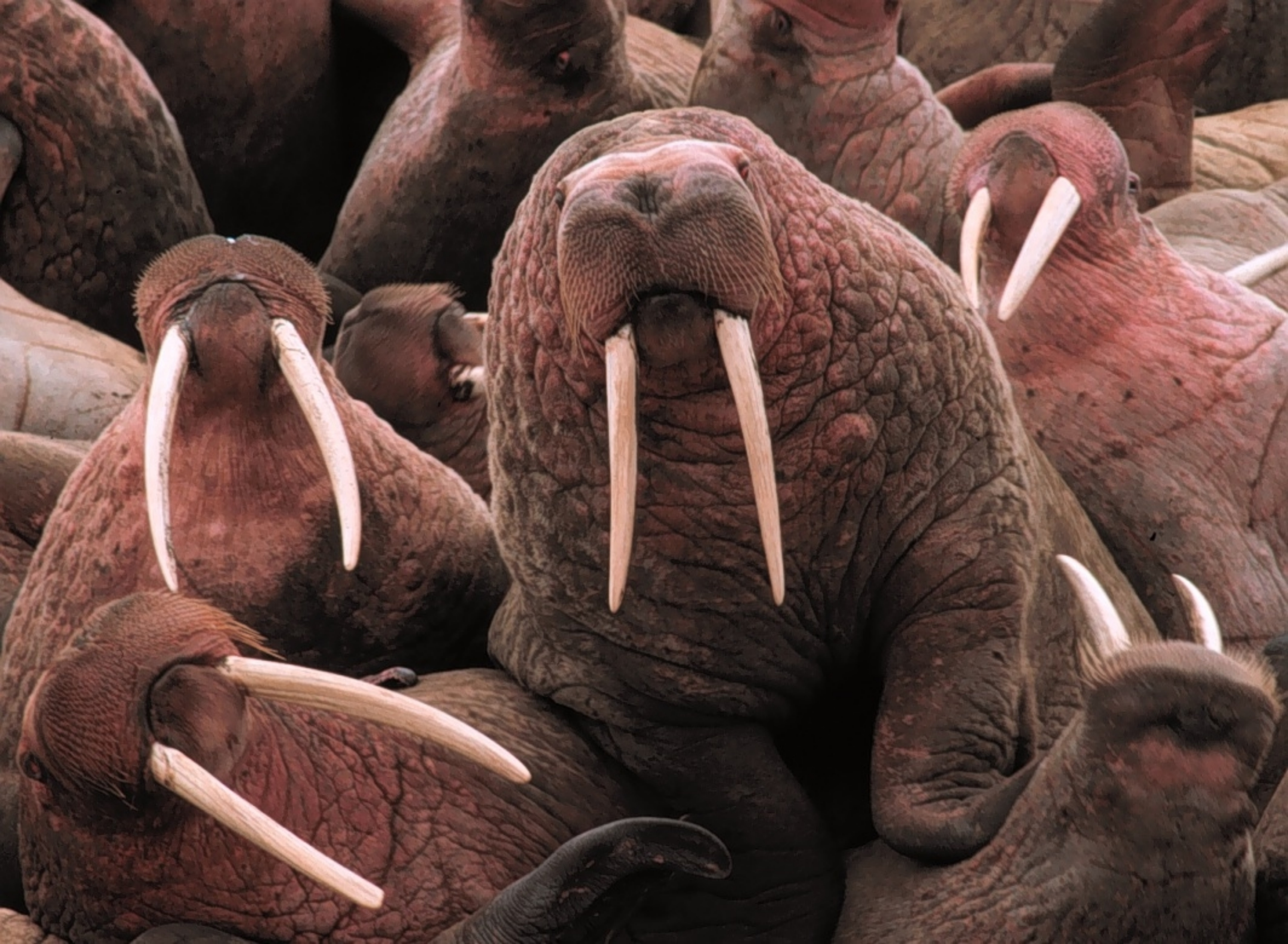
Rozmár (Odobenus rosmarus)
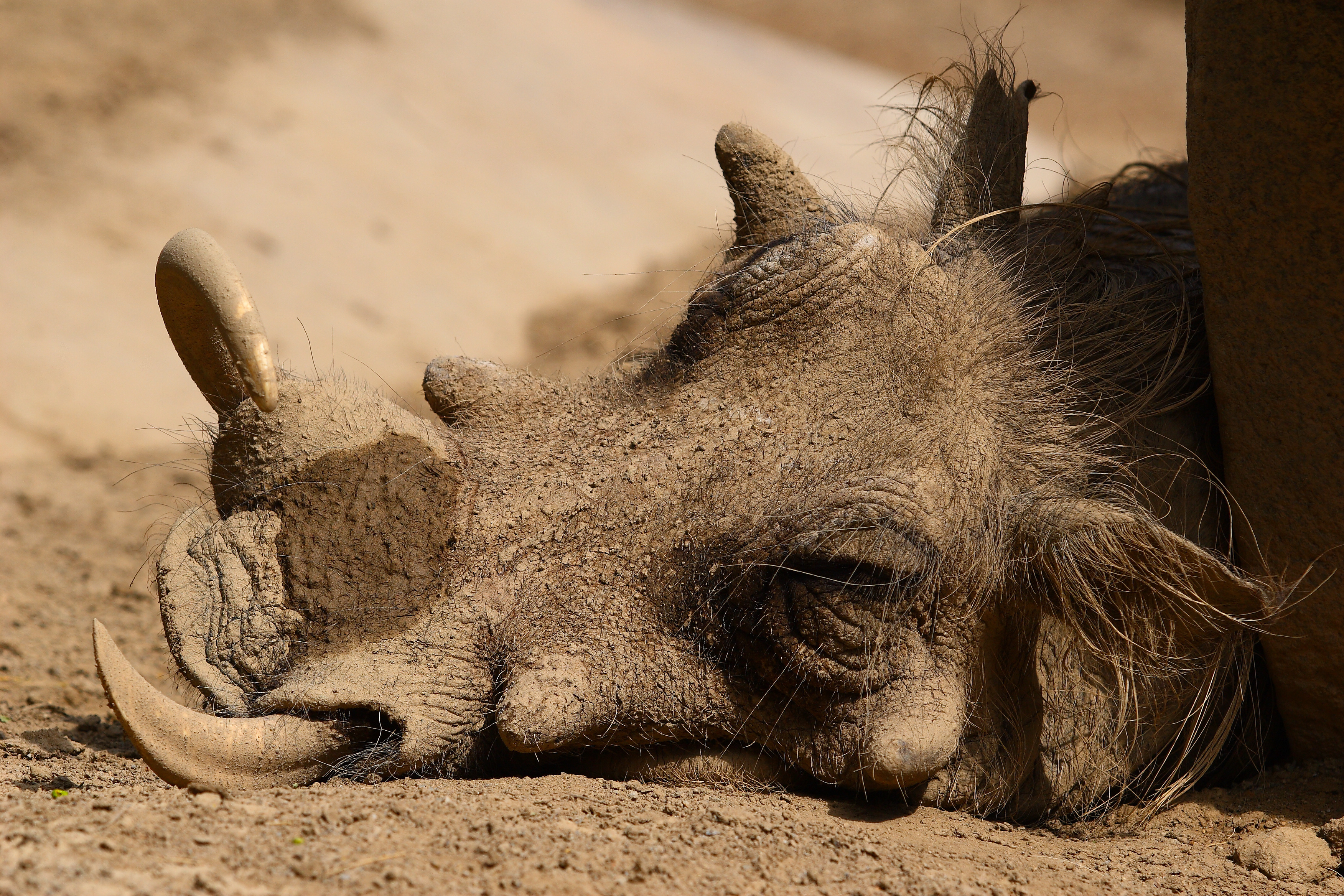
Varacskosdisznó (Phacochoerus sp.)
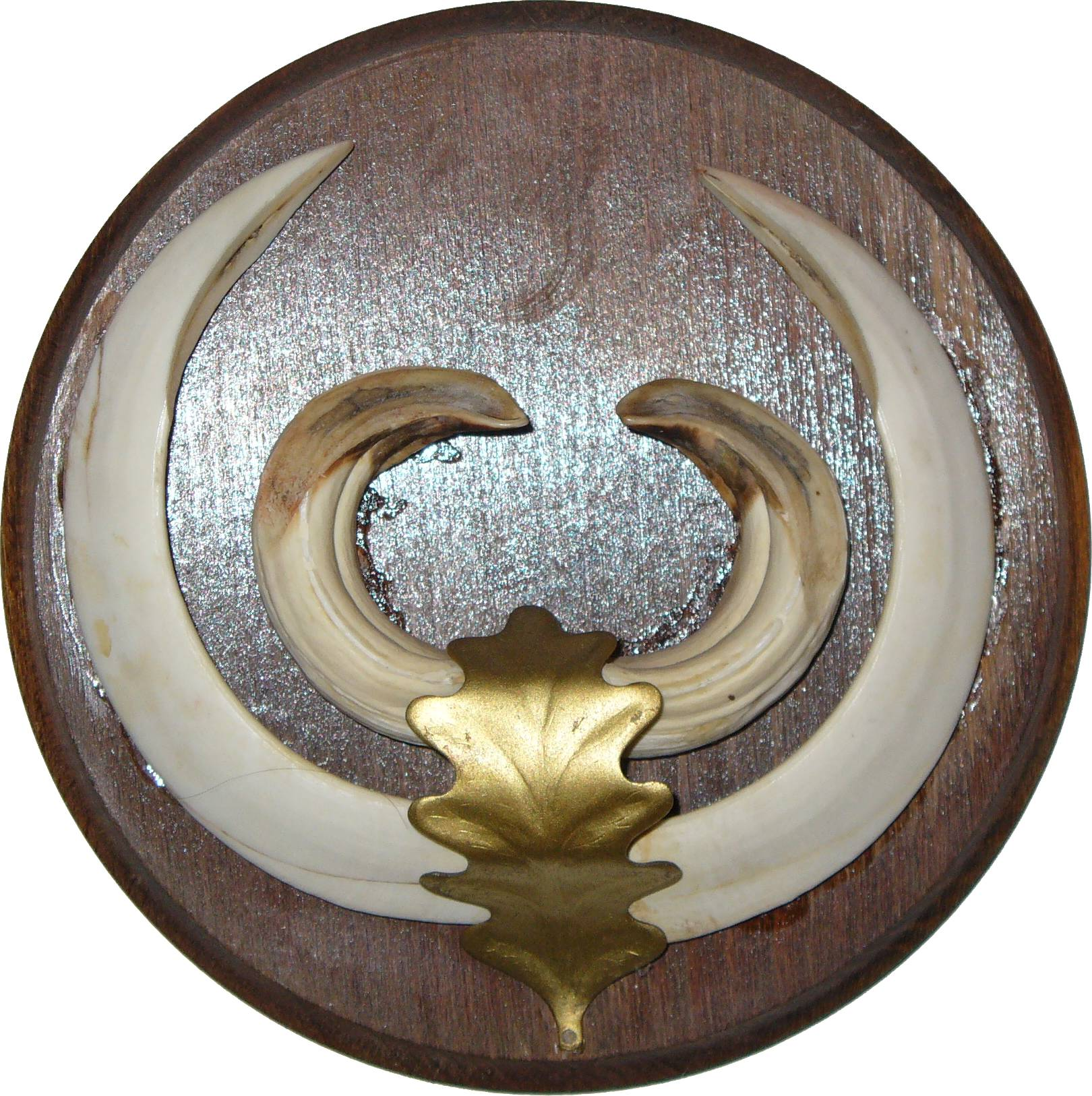
Vaddisznó (Sus scrofa)
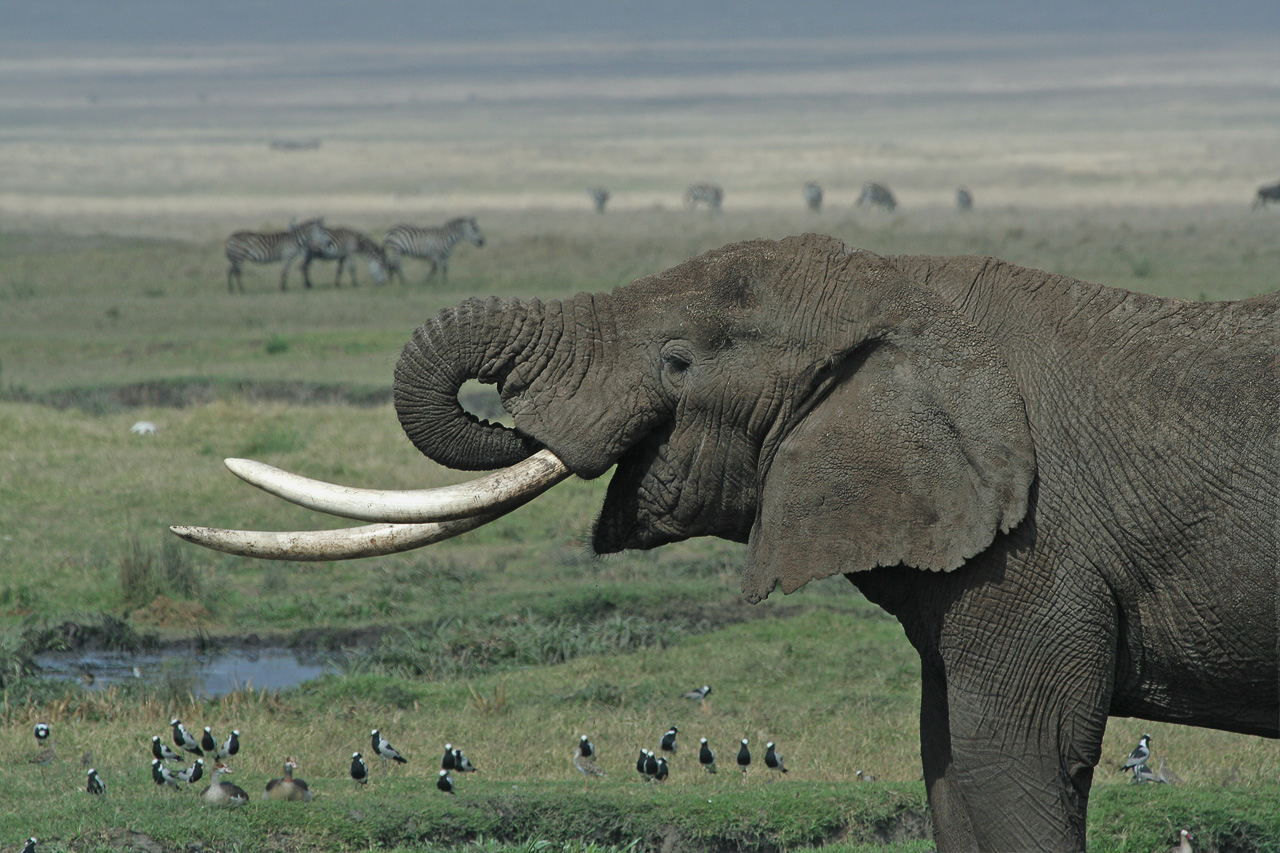
Afrikai elefánt (Loxodonta africana)
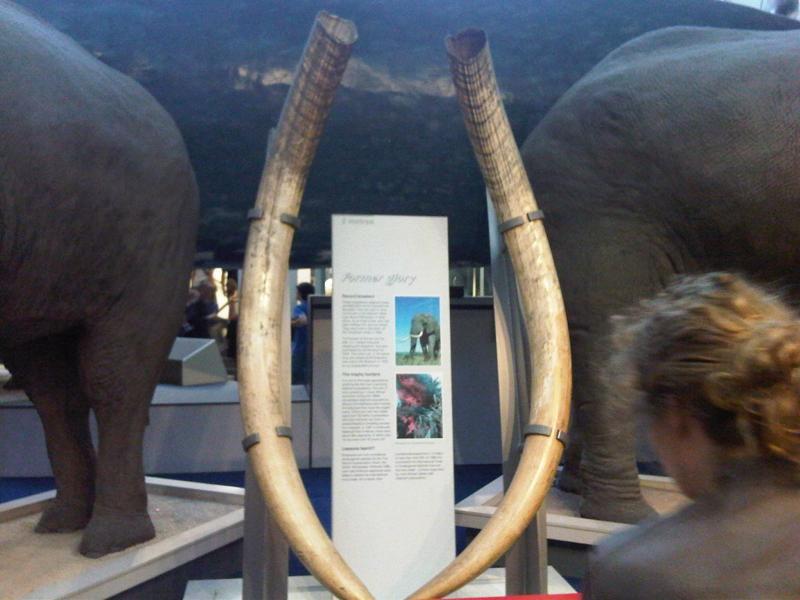
és agyarai
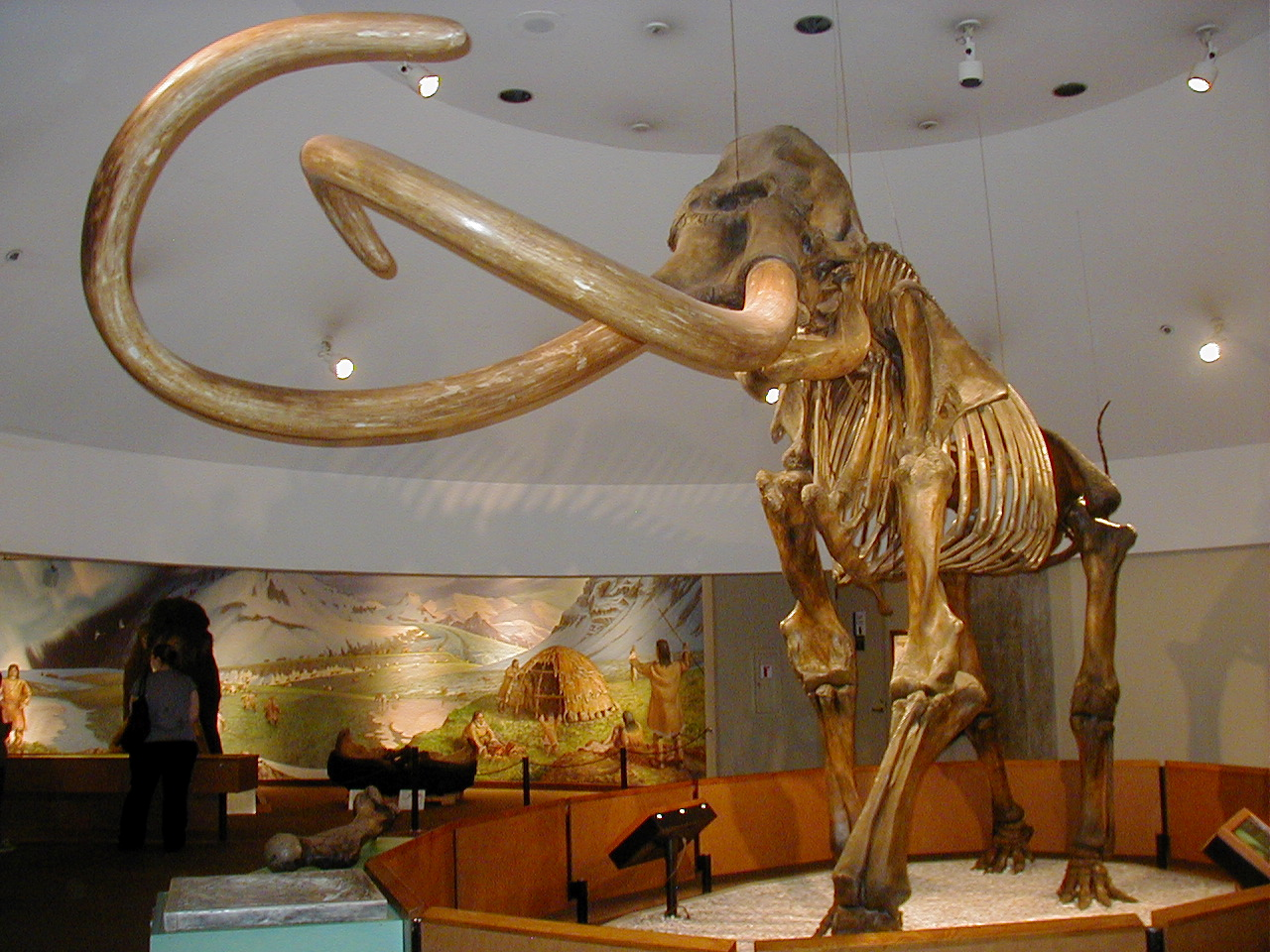
Amerikai mamut (Mammuthus columbi)
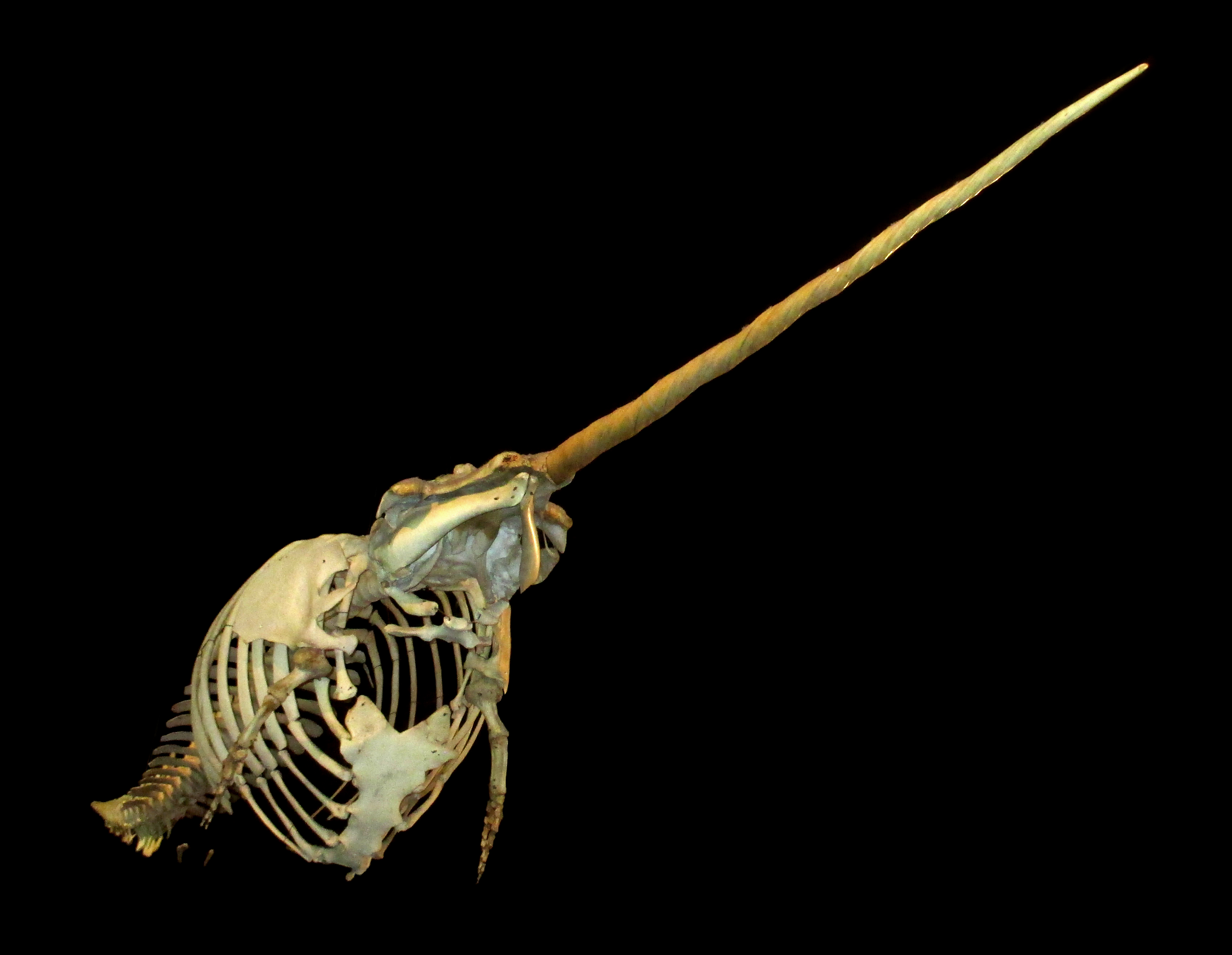
Narvál (Monodon monoceros)

## Fordítás
- Ez a szócikk részben vagy egészben  a   Tusk című angol Wikipédia-szócikk fordításán alapul.  Az eredeti cikk szerkesztőit annak laptörténete sorolja fel. Ez a jelzés csupán a megfogalmazás eredetét és a szerzői jogokat jelzi, nem szolgál a cikkben szereplő információk forrásmegjelöléseként.